# Reľov
Reľov es un municipio del distrito de Kežmarok en la región de Prešov, Eslovaquia, con una población estimada a final del año 2024 de 337 habitantes.
Se encuentra ubicado al noroeste de la región, cerca del río Poprad (cuenca hidrográfica del río Vístula) y de la frontera con Polonia.

## Demografía
| Año        | 1994 | 2004    | 2014    | 2024    |
| ---------- | ---- | ------- | ------- | ------- |
| Población  | 343  | 359     | 365     | 337     |
| Diferencia |      | +4,66 % | +1,67 % | −7,67 % |

| Año        | 2023 | 2024    |
| ---------- | ---- | ------- |
| Población  | 339  | 337     |
| Diferencia |      | −0,58 % |